# Muralismo mexicano

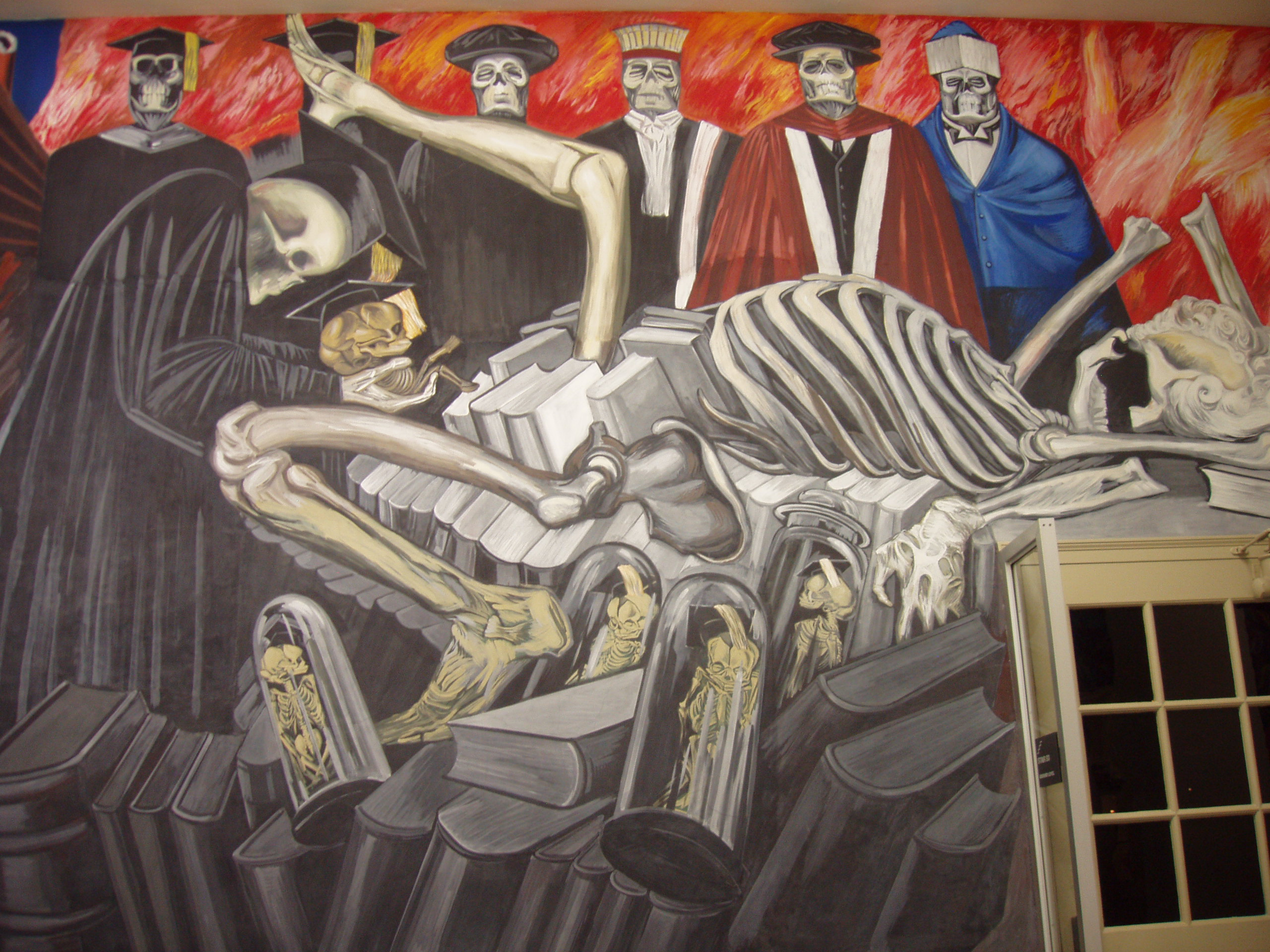
Detalhe de um mural de José Clemente Orozco na Biblioteca Baker, Dartmouth College, em Hanover, New Hampshire.

O Muralismo é um movimento artístico que surgiu no México, no início do século XX, criado por um grupo de intelectuais pintores mexicanos, após a Revolução Mexicana, reforçado pela Grande Depressão e pela Primeira Guerra Mundial.
O desejo por uma verdadeira transformação aumentou e começaram a fazer exigências mais radicais, em busca de uma revolução social, política e econômica. Os mestiços, a classe média e baixa uniram-se contra Porfirio Díaz.
Quando Álvaro Obregón chegou ao poder, muitas mudanças foram implementadas. Três milhões de hectares de terras foram redistribuídas aos camponeses, os programas educativos foram melhorados, assim como foram atribuídos fundos para promover as artes. Parte destes fundos foram utilizados pelos muralistas para expressar com orgulho seu passado indígena e educar as pessoas.
José Vasconcelos foi contratado por Álvaro Obregón como secretário de Educação Pública do México, em 1921. Quando Vasconcelos descobriu que 90 % da população era analfabeta, procurou uma maneira de ensinar as pessoas muito mais simples de entender. José Vasconcelos patrocinou o Dr. Atl Gerardo Murillo, (conhecido como o sucessor de José María Velasco Gómez) O Dr. Atl foi pintor e professor, considerado o pai da pintura mural. Ele fundou o Centro Artístico da Cidade do México, alguns anos antes. O Centro Artístico buscava a criação de uma arte nacional, utilizando os princípios modernos para expressar as suas ideias através de murais. Convidou animados jovens artistas para participar do seu programa, como Roberto Montenegro, Federico Cantu, Ramón Alva, José Clemente Orozco, Diego Rivera, David Alfaro Siqueiros, entre outros.